# Odoacre (nome)
Odoacre  è un nome proprio di persona italiano maschile.

## Varianti
- Maschili: Ottocaro

### Varianti in altre lingue
- Basco: Odoakro
- Catalano: Odoacre[4], Otocar[4]
- Ceco: Otakar[3], Otokar[3]
- Germanico: Odovacar[1][3][5], Odoacer[3][5], Audovacar[3], Otachar[5]
- Latino: Odoacer
- Lituano: Odoakras
- Polacco: Odoaker
- Portoghese: Odoacro
- Romeno: Odoacru
- Sloveno: Otokar
- Spagnolo: Odoacro[4], Otocar[4]
- Tedesco: Ottokar[3][6], Otokar[6], Odoaker
- Ungherese: Odoaker

## Origine e diffusione
Continua il nome germanico Audovacar, che è composto dalle radici *audha (o uod, ôd, "ricchezza", "patrimonio", "proprietà") e wacar (o wachar, "vigile", "attento", da *wakjan, "vigilare"); il significato può essere interpretato come "che vigila sui beni [del proprio popolo]", "ricco e vigile". Il primo elemento è piuttosto frequente nell'onomastica germanica, ritrovandosi ad esempio nei nomi Elodia, Oddone, Odilia, Audomaro e Oberto. 
Il nome è ricordato principalmente per la figura di Odoacre, il generale germanico che depose Romolo Augusto e divenne sovrano d'Italia; ciononostante è rarissimo in Italia, e negli anni settanta se ne contavano circa duecento occorrenze, sparse al Nord e al Centro.

## Onomastico
Trattandosi di un nome adespota, cioè privo di santo patrono, l'onomastico può essere festeggiato il 1º novembre in occasione di Ognissanti.

## Persone

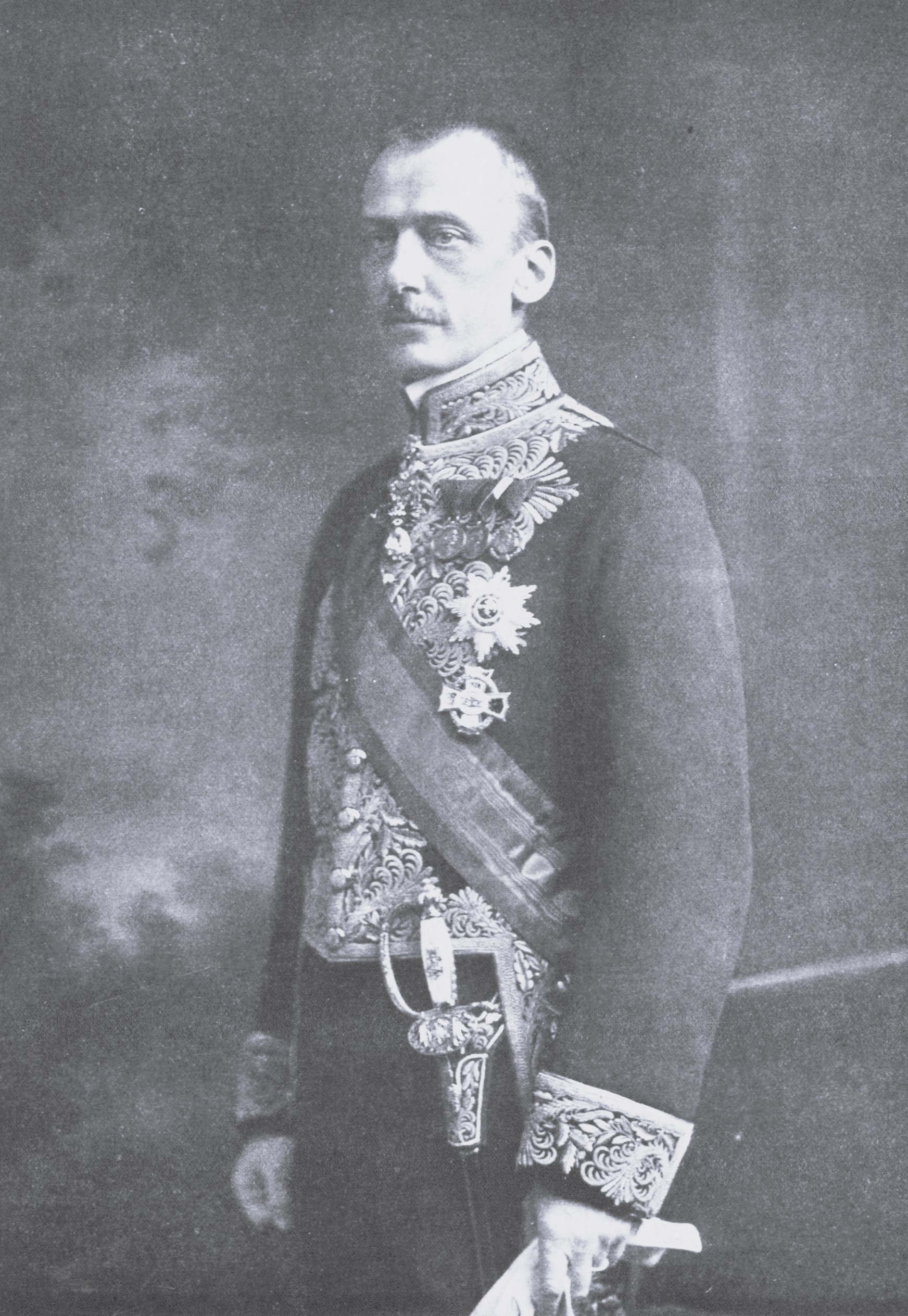
Ottokar Czernin

- Odoacre, generale germanico e Re d'Italia
- Odoacre Chierico, calciatore e allenatore di calcio italiano
- Odoacre Pardini, calciatore e allenatore di calcio italiano

### Variante Ottokar
- Ottokar Chiari, medico austro-ungarico
- Ottokar Czernin, politico austriaco
- Ottokar Lorenz, genealogista e storico tedesco
- Ottokar Nováček, violinista e compositore ungherese
- Ottokar Weise, velista tedesco

### Variante Otakar

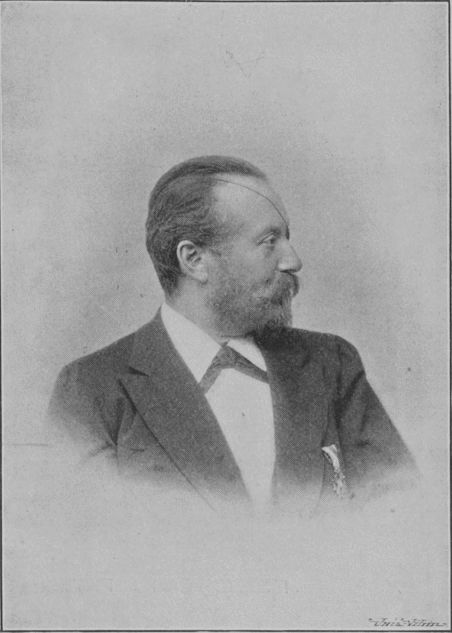
Otakar Ševčík

- Otakar Janecký, hockeista su ghiaccio ceco
- Otakar Německý, combinatista nordico, fondista e sciatore di pattuglia militare cecoslovacco
- Otakar Ševčík, violinista ceco
- Otakar Španiel, scultore, intagliatore e medaglista ceco
- Otakar Vávra, regista, sceneggiatore e insegnante ceco

### Altre varianti
- Ottocaro I di Boemia, re di Boemia
- Ottocaro II di Boemia, re di Boemia
- Otokar Březina, poeta ceco
- Otokar Fischer, poeta e critico letterario ceco